# Dieters Frohe Zukunft
Dieters Frohe Zukunft (DFZ) war eine Leipziger Folkband der 1980er-Jahre, die mit eigenen deutschen Texten und Kompositionen auftrat.

## Bandgeschichte
Gegründet wurde die Band 1984 von Uwe Schimmel, Uta Mannweiler und dem Liedermacher Dieter Kalka. Die Texte und Kompositionen steuerten Kalka und Schimmel bei. Im Repertoire waren Titel meist satirischer Art wie „Der Schanzenraub zu Hohburg“, „Hochzeitslied“, „Der Stehgeiger vom Ringcafé“ und „Der Bauernmarkt von Klein-Paris“, die zum Teil Schimmels Nachfolgeband „Wurzener Stadtmusikanten“ übernahm.
Nach dem Umzug von Uta Mannweiler 1986 nach Berlin löste sich die Band auf. Die Band gehörte zur Leipziger Liederszene und war Teilnehmer der DDR-offenen Chansontage im Kloster Michaelsstein.

## Underground
Die Band organisierte ebenfalls die illegale Veranstaltungsreihe „Ringelfolk“ in der Ringelnatzklause Wurzen (1985–1987) und wurde vom MfS als „Widerstandszelle“ eingestuft und observiert.

## Aufnahmen
Die privat hergestellten Aufnahmen wurden in „operativen Maßnahmen“ von IM Henriette Neuberin aus den Räumen der Mitglieder entwendet.

## Stasiberichterstatter
„K(alka) war für den Einsatz zum NJF (Nationalen Jugendfestival) in Berlin vorgesehen, wurde jedoch auf Grund dessen, dass sein Programm („Dieters Frohe Zukunft“), welches er zu den Arbeiterfestspielen eingereicht hatte, politisch nicht zu verantworten ist, nicht delegiert (keine Zulassung von Texten über Wehrbereitschaft, Tätigkeit der Sicherheitsorgane).“

## Folgeprojekte
Uwe Schimmel gründete danach die „Wurzener Stadtmusikanten Ge Em Be Ha“, die bis heute existiert.> Uta Mannweiler spielt in der Berliner Band Caravan. Dieter Kalka war zeitweise bei Tippelklimper engagiert, war aber solistisch meist als Liedermacher und später als Schriftsteller tätig.